# Kalmár Ferenc (szobrász)
Kalmár Ferenc (Szabadka, 1928. május 25. – Szabadka, 2013. október 12.) vajdasági magyar szobrász, kerámiaművész. 

## Életpályája
1944–1947 között a szabadkai Tanítóképző Intézet hallgatója volt. 1947–1953 között az újvidéki Tanárképző Főiskola képzőművészet szakán tanult. 1951–1952 között a szabadkai 7. sz. Általános Iskola pedagógusa volt. 1952-től volt kiállító művész. 1953–1980 között a szabadkai Ivo Lola Ribar Általános Iskola képzőművészet szakos oktatója volt. 1964–1982 között több tanulmányúton vett részt: Párizs, Velence; Budapest.

### Munkássága
A Híd Irodalmi Díj (B. Szabó Györggyel), a Forum Képzőművészeti Díj (Ács Józseffel), a Vajdasági Közművelődési Közösség Kultúra Szikrái díjának, a Belgrádi Rádió Siring Zeneművészeti díjának, a Magyar Nyelvművelő Egyesület Szarvas Gábor-díjának tervezője és kivitelezője. Hosszabb ideig bronz-, terrakotta- és vasszobrokat készített, kombinálta az anyagokat. Kezdettől fogva kísérletezett (pl. fémvázas konstrukciói, hegesztett, forrasztott fémszobrai, fát, kerámiát, alumíniumot ötvöző alkotásai; papírszobrai, sárgaréz madarai). Az 1980-as évek amerikai tanulmányútja hatására változtatott addigi kifejezésmódján: az indián kultúra, művészet hatására fából faragta szobrait, melyeket sokszor kékre, vagy más élénk színűre színezett. Elvont, asszociatív formái után a figuratív ábrázolásra tért át és megállapodott a madaraknál, rovaroknál. Ekkor készült el Szárnyak című ciklusa. A madár mint motívum végigvonul egész művészetén.

## Családja
Szülei: Kalmár Ferenc és Kozma Jolán voltak. Felesége, Kalmár Magdolna/Magdaléna keramikus volt (1936-2013).

## Kiállításai
| - 1956, 1969, 1982, 1990, 1997 Szabadka - 1959 Topolya - 1969 Szeged - 1970, 1986, 1994 Újvidék - 1988 Kishegyes - 1990 Ada - 1991 Belgrád - 1995 Zenta - 1997 Nagybecskerek | - 1952, 1954 Palics - 1957-1958, 1962 Zenta - 1959, 1961 Topolya - 1960 Kishegyes - 1962, 1984 Újvidék - 1964, 1984, 1994-1996 Szabadka - 1968 Szeged - 1969 Écska - 1970, 1996 Belgrád - 1974 Pécs, Kaposvár - 1979 Kecskemét |

## Művei közgyűjteményekben
- Écskai Galéria, Écska
- Képzőművészeti Találkozó Galéria, Szabadka
- Modern Művészetek Képtára, Újvidék
- Városi Múzeum, Óbecse
- Városi Múzeum, Szabadka
- Városi Múzeum, Zenta

## Díjai
- a Magyar Szó pályázatán Elesett harcosok című emlékműtervéért II. díj (1961)
- a Szarvas Gábor-emlékműpályázat II. díja (1971)
- Óbecsén az Elesett partizánok emlékfala című tervéért I. díj (1975)
- Óbecsén az Elesett ifjúkommunisták fala című tervéért a Közművelődési Közösség díja (1976)
- az óbecsei emlékpark tervéért különdíj (1978)
- Forum Képzőművészeti díj (1993)